# 凳

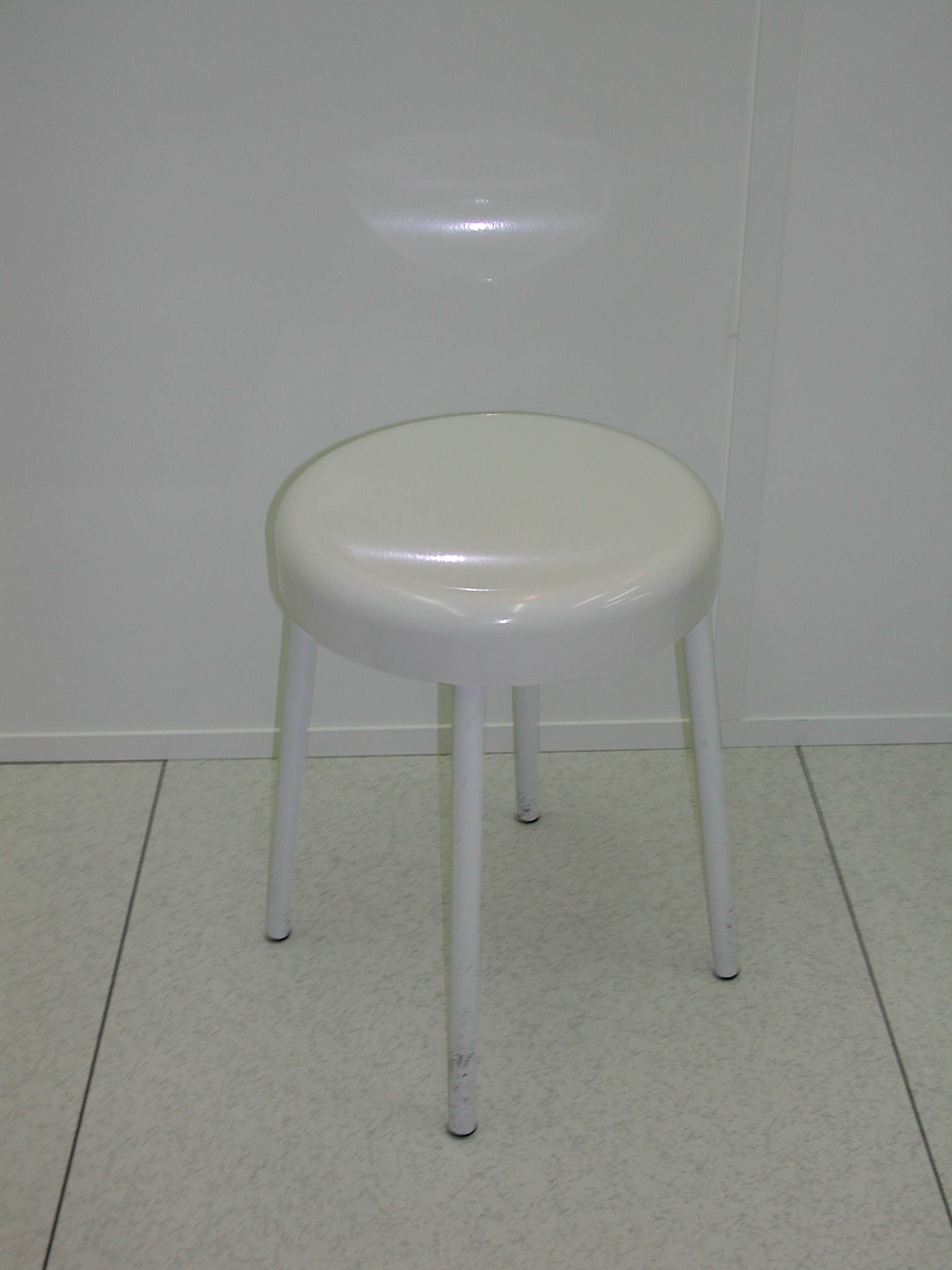
圓櫈

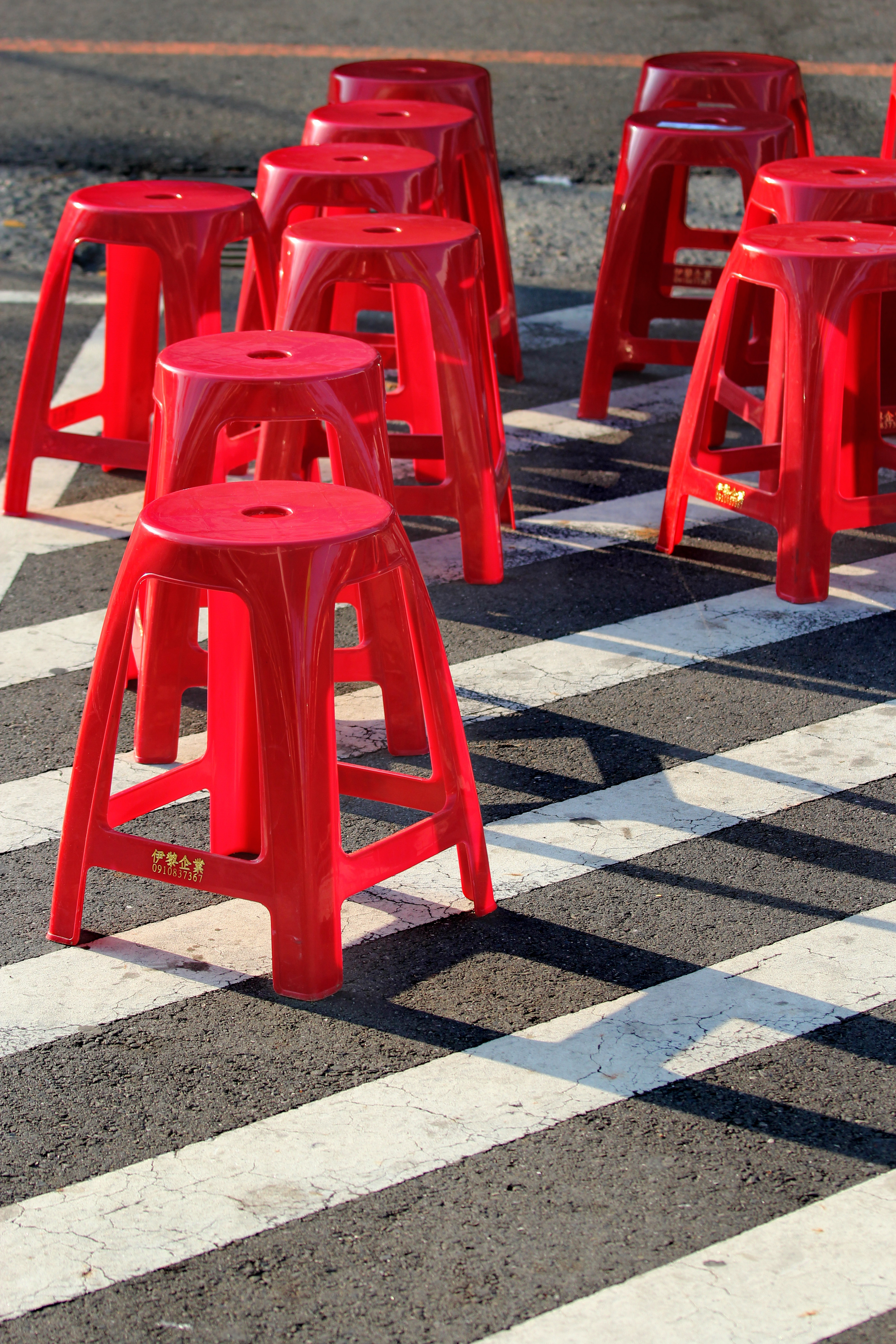
塑膠圓櫈

櫈子是可以坐的家具，指沒有靠背的座位。一般單人坐的直接稱為櫈子，坐面呈圓形則稱為圓櫈，方形的稱為方櫈，另外還分有兩、三個人可以同時坐的長櫈子；材質通常為木質做成，所以又稱為板櫈。還有竹子製，以及硬質塑膠材質或是鐵等各種的櫈子。
中國古時的客棧大多是擺放長板櫈（俗稱椅條）加上平板桌子。英文把椅子和櫈子統稱為，無靠背或矮靠背的座位則稱為，例如常見於酒吧吧枱旁邊的高腳櫈。

## 凳子和小椅子
凳子現今功能普遍為小朋友所乘坐。或臨時需求所使用。比如排隊，或腳酸。在平常情況下凳子視同一種椅子。
當然也有專門為靠腳使用的凳子，即為腳凳。(參考尺寸19x14公分)
一組兒童桌的兒童椅，相對大人來說即為凳子。

## 種類
有各式各樣的凳子，比如摺疊、伸縮、組裝。這些凳子主要就是方便使用。不多佔空間。在多數情況下，你可以將折疊椅視同摺疊凳。比如在公眾運輸上使用，或參加演唱會使用，用以得到更好的拍攝角度。

## 树桩
是一種大自然的凳子，大的甚至能當桌子，例如森林小學，生態教育會使用。從古中國就有利用其作為椅子。
相同的情況有樹幹。

## 茶几
茶几長年來都與凳子緊切相關，用來泡茶乘坐的就叫茶几凳。日式茶几則會在茶室塌塌米、設置椅墊。在中國，你不太可能看見茶几沒有凳子。這是一種生活傳統。
相同的也有麻將桌、象棋桌等情況。
值得注意的是，茶几不會用木頭以外的椅子。(最多相近竹子、藤)這是一種整體性。

## 梯凳
是一種兼具樓梯功能的凳子，尺寸大的兼具椅子的功能。普遍當作腳凳。在大賣場量販店可見其身影。現今梯凳大多為塑膠材質。在一些情況下梯凳能充當電腦椅，例如賣場查詢產品價格或資訊。

## 替代
在逼不得已的情形，可以用一些東西替代，例如水桶。一些新式設計也提供乘坐設計。在生活中使用大型寶特瓶裝6公升飲用水，也能達到凳子的效果。

## 附屬價值
凳子多數都用來暫時爬高，例如更換燈泡，修理天花板，擦油漆。也可從其字中了解。登加上几，即為凳。

## 武術套路
中國軍事史並沒有使用板凳上陣對敵的記載，它在傳統武術中被歸類為奇門兵器，南拳套路中就有「三十六招板凳拳」。 光榮出品的動作遊戲《真·三國無雙7》中，其中出現的隱藏武器「龍床幾」就是板凳。

## 流行影響
|                            | 好折凳！折凳的奧妙之處，是可以藏於民居之中，隨手可得，還可以坐著它掩藏殺機。就算被警察抓也告不了你，真不愧為七種武器之首！哈哈。 |
| ——薛家燕，《食神》劇中台詞 | |

周星馳電影《食神》中就有出現十八銅人手持板凳打鬥的場景，並有一段經典台詞，用來形容以板凳為武器，用之交手御敵的奧妙。
《官場現形記》裡面第十七回有段內容：「雖然也沒有甚麼大進項，比起沒有發達的時候，在人家坐冷板櫈、做猢猻大王，已經天懸地隔了。」在這裡是指受到冷落的人，就猶如坐在冰冷的板櫈上，所以「坐冷板櫈」一詞也指稱職務清閒或是受到冷落時的一種形容詞。體育隊伍中，主力球員以外的球員，通常坐在場邊休息區的椅子或長凳等待上場，這些替補球員也會被稱為「板凳球員」。